# Искра Хаджиева
Искра Хаджиева е българска театрална и кино актриса.

## Биография
Искра Хаджиева е родена на 4 април 1933 г. в Русе. Баща ѝ Димитър Хаджиев е известен лекар, дерматолог и венеролог, завършил във Виена. Роден в с. Воден, Елховска околия, баща му е бил виден интелектуалец, завършил право в чужбина, един от първите консули на България в Одрин след Освобождението. Майка ѝ Ганка Хаджиева е фармацевт. Нейният баща е бил банкер в Пощенска банка и така е построил голямата им представителна къща в гр. Русе, където Ганка е давала регулярни приеми на русенското интелектуално общество – лекари, адвокати, банкери, фабриканти.
Израснала в семейство на интелектуалци, тя получава светско възпитание във френския девически пансион, където учи френски език. Получава и първите уроци по куртоазия и светски етикет. След закриването на училището през 1948 г., продължава образованието си във все още девическата гимназия „Баба Тонка“ през 1951 г. Отношението към изкуството получава от своята майка Ганка, и от първите си приятелства с известния русенски джаз-мен Петьо Парчето. Веднага след завършването талантът ѝ е оценен и влиза във ВИТИЗ „Кръстьо Сарафов“, който завършва с отличен успех през 1956 г. в класа на проф. Моис Бениеш. Играе успешно през студентските години в изпитни постановки с Иван Андонов, Георги Черкелов, с Никола Гълъбов, и др.
След брак през 1956 г в гр. Русе с известния журналист Албер Коен, кореспондент на БТА, заминава за Париж през 1957 г. Там тя използва времето си от 1957 – 1962 г, като завършва телевизионна режисура и история на изкуствата в Лувър. Ръководител е и на пионерската организация в посолството в Париж, където обучава децата на дипломатите на светския етикет, необходим за тази професия.
Още в Париж е поканена за ролята на Зара в известния филм на Никола Корабов „Тютюн“, където се снима като съпругата на тютюневия магнат собственика на Татко Пиер, Георги Стаматов. За съжаление, Стаматов е твърде остарял и почти всички негови кадри са изрязани от филма, заедно с нейните.
С връщането си в България през 1962 г. постъпва в Народния театър на младежта. Участва във филми и телевизионни театри. За цялостната си дейност получава званието „заслужила актриса“ през 1981 г. Включена е в много кино-делегации в чужбина, особено с Невена Коканова.
- Майка ѝ
- Родната къща
- приета във Витиз
- с Иван Андонов
- „Чайка“ / Алкадина/ с Георги Черкелов
- „Еснафи“, Татяна с Колю Гълъбов
- леди Макбет
- Аркадина „Чайка“ – дипломна работа
- витиз
- Сватба с Бети Коен в Русе

Светският живот на Искра през годините от 60-до 80 е свързана с кръгът, който се събира в къщата на Домна Ганева и Николай Бинев, с които тя е близък приятел. Там се срещат част от талантливите хора на театрална България – Павел Павлов, Невена Коканова и Шарлето, Леда Тасева, Иван Кирков, Кръстьо Мирски, и много други. Павел Павлов описва тези вечери – „В тези дни на безумната ни младост, когато нехаехме за оная с косата и често си пишехме един за друг епитафии“.
Вярна съпруга на Албер Коен, тя дълбоко го уважаваше и споделяше неговата всестранна култура, а приятелството им продължава и след развода им.
След връзка с Димитър Попов тя се омъжва за адвоката и съдбата ѝ я праща отново в чужбина, в Западен Берлин, където той отива на отговорна работа по линия на Външно министерство. Той загива в самолетна катастрофа през 1984 г., което силно ѝ въздейства.
- Делегация в Индия с Коканова и със змия питон
- Делегация в Талин с Коканова
- Вечерите при Кольо и Домна
- Димитър Попов

## Филмография

### Кино
| Година      | Филми/Сериали                    | Серии | Роля                                      |
| ----------- | -------------------------------- | ----- | ----------------------------------------- |
| 1962        | Тютюн                            |       | Зара                                      |
| 1963        | Инспекторът и нощта              |       | Дора Баева                                |
| 1966        | Джеси Джеймс срещу Локум Шекеров |       |                                           |
| 1967        | С дъх на бадеми                  |       | Юлия Северинова                           |
| 1969        | Господин Никой                   |       | Мери Ламур                                |
| 1969 – 1971 | На всеки километър               | 26    | Маргарита (Марго) Хотарак (в 24-та серия) |
| 1970        | Цитаделата отговори              |       | Козметичката                              |
| 1978        | Топло                            |       | Маргарита Шопова, съпруга на академика    |
| 1978        | Утрото е неповторимо             |       | Госпожа Хаджиева                          |
| 1984        | Бронзовият ключ (тв)             |       | Катерина Механджиева                      |

- Маргарита Хотарак в „На всеки километър“
- Мери Ламур в „Господин Никой“
- Козметичката в „Цитаделата отговори“
- Шопова в „Топло“

### Телевизионен театър
- „Напразни усилия на любовта“ (1963) (Уилям Шекспир)
- „Марсианска хроника“ (1968) (Рей Бредбъри)
- „Смърт сутринта“ (1973) (Клаус Айдман)
- „Опасният завой“ (1981) (Джон Пристли)
- „Марсиански хроники“
- „Кредит при нибелунгите“
- „Веселата вдовица“
- „Първият удар“
- „Смърт призори“
- „Страниците оживяват“

- Във „Веселата вдовица“
- в „Напразните услиия на любовта“
- В „Кредит при нибелунгите“